# 2PM
2PM (кор. 투피엠) — південнокорейський ідол-гурт, що спочатку складався з семи осіб. На даний час в ньому шестеро учасників: Джун Кей, Нікхун, Текйон, Уйон, Чунхо і Чансон. Лідер Чебом раптово пішов, у зв'язку з великим конфліктом в Інтернеті у вересні 2009 року, через його різко негативні висловлювання про Корею в особистому мережевому журналі на MySpace ще до дебюту.
Альбоми гурту виходять під лейблом компанії JYP Entertainment. 2PM пов'язана з групою 2AM, і разом вони складають групу з одинадцяти чоловік (до відходу Чебома, проте в нещодавній заяві лейбла було повідомлено, що 2PM і 2AM будуть іноді возз'єднуватися і випускати спільні проекти) — «Один день» (англ. One day). Вони дебютували з піснею «10 Out of 10» (кор. 10점 만점에 10점), яка показала акробатичні і танцювальні здібності учасників. Їх першою піснею №1 в чартах Кореї стала «Again&Again». 2PM вважається найпопулярнішою в Японії музичною групою з Кореї. Офіційна назва фан-клубу — Hottest.
Всіх учасників 2PM відібрали через прослуховування (крім Ніккхуна, його знайшли рекрутери на одному з корейських концертів в Каліфорнії, на який він прийшов з одним, вони стали частиною JYP Entertainment, до якої також належать Miss A, Wonder Girls (на даний момент призупинили діяльність); 2AM, GLAM. Деякі учасники проходили прослуховування в США: Пак Чебом і Ок Текйон (правда, в різних місцях і в різний час). В інших учасників вже був досвід в музичній індустрії до набрання JYP Entertainment, наприклад, Кім Мінджуна (Jun.K) переміг у багатьох співочих конкурсах, а Ок Текйон, Лі Чунхо і Хван Чансон брали участь в шоу «Виживання Суперзірки».
Тренувальні дні 2PM і 2AM були зняті і показані в документальній передачі «Гаряча кров», вона транслювалася на каналі Mnet. У шоу показувалася вимотувальна тренувальна програма для стажистів JYP. Одинадцять з них утворили за підсумками програми групу «Один день», а троє не пройшли відбір.
Хореографами гурту є 1Million Dance Studio.
У 2017 році після завершення туру з Gentlemen's Game, гурт взяв перерву у діяльності пов'язану з строковою службою учасників. У червні 2021 року гурт повернувся зі своїм сьомим студійним альбомом Must.

## Учасники
| Сценічне ім'я | Сценічне ім'я | Сценічне ім'я | Справжнє ім'я         | Справжнє ім'я           | Справжнє ім'я | Дата народження           | Позиція у гурті   | Місце народження                 |
| Українською   | Латиницею     | Хангилем      | Українською           | Латиницею               | Хангилем      | Дата народження           | Позиція у гурті   | Місце народження                 |
| ------------- | ------------- | ------------- | --------------------- | ----------------------- | ------------- | ------------------------- | ----------------- | -------------------------------- |
| Джун Кей      | Jun. K        | 준케이        | Кім Мінджун           | Kim Minjun              | 김민준        | 15 січня 1988 (37 років)  | Головний вокаліст | Тегу, Південна Корея             |
| Текйон        | Taecyeon      | 택연          | Ок Текйон             | Ok Taecyeon             | 옥택연        | 27 грудня 1988 (36 років) | Головний репер    | Бостон, США                      |
| Ніккун        | Nichkhun      | 닉쿤          | Ніккхун Бак Хонветкул | Nichkhun Buck Horvejkul | นิชคุณ หรเวชกุล  | 24 червня 1988 (36 років) | Вокаліст          | Ранчо-Кукамонга, Каліфорнія, США |
| Уйон          | Wooyoung      | 우영          | Чан Уйон              | Jang Wooyoung           | 장우영        | 30 квітня 1989 (35 років) | Вокаліст          | Пусан, Південна Корея            |
| Джунхо        | Junho         | 준호          | Ли Джунхо             | Lee Junho               | 이준호        | 25 січня 1990 (35 років)  | Головний вокаліст | Сеул, Південна Корея             |
| Чансон        | Chansung      | 찬성          | Хван Чансон           | Hwang Chansung          | 황찬성        | 11 лютого 1990 (35 років) | Репер, вокаліст   | Сеул, Південна Корея             |

## Дискографія
| Корейські альбоми - 01:59PM (2009) - Hands Up (2011) - Grown (2013) - Go Crazy! (2014) - No.5 (2015) - Gentlemen's Game (2016) - Must (2021) | Японські альбоми - Republic of 2PM (2011) - Legend of 2PM (2013) - Genesis of 2PM (2014) - 2PM of 2PM (2015) - Galaxy of 2PM (2016) |

## Концерти та тури
| Світові тури - Go Crazy World Tour (2014) Азійські тури - Hands Up Asia Tour (2011–2012) - "What Time Is It?" Asia Tour (2012–2013) - 2PM Concert "House Party" (2015–2016) | Японські тури - First Japan Tour: Take Off (2011) - Republic of 2PM Tour (2011) - Six Beautiful Days Tour (2012) - Legend of 2PM (2013) - Genesis of 2PM (2014) - 2PM of 2PM Tour (2015) - 2PM Six "Higher" Days Tour (2016) - Galaxy of 2PM Tour (2016) |